# 曹長
曹長（そうちょう）は軍隊における下士官の階級の１つ。概ね上級ないし最上級の下士官であるが、下士官の区分は、地域、時代または軍種により差異が大きく、対応関係を論じるのは困難である。詳しくは下士官を参照。
英語の Sergeant Major 等は日本語では「曹長」と訳される。
また、日本の消防には消防曹長という階級があった。

## 旧日本陸軍
大日本帝国陸軍では、曹長は軍曹、伍長と合わせて下士官のひとつである。同期兵は伍長から軍曹には同時に進級できたが、軍曹から曹長への進級には個人差があった。官吏の等級では、判任官二等にあたる。
日本軍の階級も参照。

### 1870年（明治3年9月）の曹長
版籍奉還の後、1870年10月12日（明治3年9月18日）に太政官の沙汰により海陸軍大佐以下の官位相当を定めたときに、陸軍では少尉以上に加えて曹長及び権曹長（ごんそうちょう）の官位相当を定め、曹長は従八位相当とし、権曹長は正九位相当とした    。
1871年2月11日（明治3年12月22日）に各藩の常備兵編制法を定めたときの歩兵大隊や砲兵隊の中に曹長・権曹長を置いた  。曹長・権曹長と軍曹を総称して下等士官といいその下に伍長を置き、下等士官と伍長の四職は少佐が選抜して藩庁へ届出させ、下等士官の採用・離職・降級・昇級は毎年2回まとめて兵部省へ届出させた  。このときの曹長は下等士官の最上級である。
1871年4月2日（明治4年2月13日）に御親兵を編制して兵部省に管轄させることになり、また同年6月10日（同年4月23日）に東山西海両道に鎮台を置いて兵部省の管轄に属すことになり、明治4年5月には兵部省による陸軍曹長の任官や権曹長を命じる例が見られる。
陸軍徽章で定めた軍服や階級章では、下等士官の紐釦は真鍮桜花、帽前面章は真鍮日章とした。
下等士官と兵卒は軍帽の周囲黄線、上衣の袖黄線でその階級を区別しており、曹長は軍帽・袖章とも大1条・小2条、権曹長は軍帽・袖章とも大1条・小1条である。
親兵についても曹長・権曹長を下等士官としており、その紐釦・帽前面章、軍帽・袖章は同様の区別をしている。

### 1871年（明治4年8月）の曹長
廃藩置県の後、1871年（明治4年8月）の陸軍においても下等士官の最上級であった。少尉の下、軍曹の上にあり、官等は15等のうち曹長は十一等とし、権曹長は十二等とした。
曹長・権曹長を含め官等表に掲載する大尉以下軍曹までを判任とした。明治5年1月の官等表改正後も同年2月の陸軍省設置後も曹長・権曹長は判任である  。
1872年1月13日（明治4年12月4日）に兵部省の指令で定めた鎮台分営士官心得勤辞令書式によると、曹長・権曹長の仮任を命ずるときはその達書は隊長名によって陸軍曹長・権曹長の心得を以て当分相勤める可き事とし、曹長・権曹長の正員を補するのは帥の決を取って命ずるので鎮台本営によって陸軍曹長・権曹長を申し付ける事としており、少尉以上の任官とは異なる取り扱いをしている。
陸軍徽章を増補改定しているが、曹長は軍帽・袖章とも大1条・小2条、権曹長は軍帽・袖章とも大1条・小1条で変わりない。
1873年（明治6年）3月19日の陸軍武官俸給表で曹長・権曹長の俸給は、分課として砲・騎・歩、所属として近衛と鎮台があり、更に権曹長には等級として一等・二等があり、これらの組み合わせで俸給額に違いがあった、また列外増給として下副官には増給の規定がある。
給養にあたっては、歩兵大隊は8個小隊で曹長は大隊附が1人、権曹長は1個小隊に各1人で大隊では小隊附が合計8人、書翰掛権曹長は列外に1人としていた。
1873年（明治6年）5月以前に用いられた各種名義の軍人について、当時の官制に於いて規定した明文がないものの、例えば心得、准官のような名義の者であっても当時は戦時に際して上司の命令を以て実際に軍隊・官衙等に奉職しその任務を奉じたことから、1892年（明治25年）5月に陸軍大臣の請議による閣議に於いてこれらを軍人と認定しており 、これらのうち曹長・権曹長に相当するものには次のようなものがある 。
曹長・権曹長心得
明治3・4・5年の頃にあって各その本官の職を取る。本官とは、曹長は下副官、権曹長は小隊副長の職を取る。
五・六等下士並び試補
明治元年以降、明治4年頃までのものであって五等下士は曹長、六等は権曹長相当であって各その職を取り、試補はこれに等しいもの。
總嚮導試補
明治2年頃にあって總嚮導は下副官、試補はこれに等しいもの。
裨官並び補裨官
明治2年頃にあって裨官並び補裨官は権曹長の勤務を命じ小隊副長の職を取らせていたもの。

### 1873年（明治6年）5月の曹長
1873年（明治6年）5月8日の陸海軍武官官等表改正で権曹長を廃止した。曹長は少尉の下、軍曹の上であり、官等は15等のうち十一等で下士の最上級である 。
曹長・軍曹の人事手続きには伍長との違いがあった。
権曹長を廃止したため、従前の曹長は陸軍武官表の表面の曹長一等、権曹長は曹長二等を命じることになる。
このとき改定した曹長の俸給は、一等は従前の曹長と同額、二等は従前の権曹長の一等と同額となる 。また、徽章を改正するまで当分は一等の曹長は従前の曹長の章、二等の曹長は従前の権曹長の章を使用した。
従前の列外書翰掛権曹長については追って編制替えの上で軍曹を以て書翰掛に充てるところ、改定するまで当分の内は二等の曹長とし、下副官については従前は曹長の分課であったことから一等の曹長に相当するところ、二等の曹長を以て下副官に充てるときは上級の職務代理とした。
また、従前は権曹長は小隊副長の職を取るとして歩兵大隊では各小隊に小隊附の権曹長を1人ずつ配置してきたところ、1874年（明治7年）11月30日改正の陸軍歩騎砲工輜重兵編制表には小隊副長の配置は記載されていないが歩兵連隊編制表では各中隊に曹長1人を配置し、1877年（明治10年）1月17日改正の騎兵一大隊編制表や歩兵一連隊編制表では各中隊に曹長1人を小隊副長として配置しており、1880年（明治13年）の歩兵内務書によれば曹長が小隊副長の職を奉ずるとされた 。
なお、曹長一等・曹長二等と表記することがあるが、官名は曹長（軍曹・伍長も同様）であり給料に関係するためやむを得ない場合の表記である。
1874年（明治7年）11月30日改正の部隊編成では、曹長は歩兵連隊給養掛・大隊下副官・中隊附、騎兵大隊下副官・大隊附、山/野砲兵大隊下副官・小隊附（本隊）、工兵・輜重兵小隊附である。歩兵連隊は3個大隊で大隊は4個中隊とし、連隊附の曹長は給養掛1人、大隊附の曹長は各大隊に下副官1人、中隊附の曹長は各中隊に1人で、1個大隊の曹長は合計5人、歩兵連隊の曹長は合計16人とした。
1874年（明治7年）に北海道に屯田憲兵を設置することを定め、1875年（明治8年）3月4日に開拓使の中で准陸軍曹長の官等を定め、その官等は正官と同じとした 。
1875年（明治8年）11月24日に改正した陸軍武官服制では、下副官は曹長の職務の一分課であるけれども、下副官曹長の袖章は金線1条内記打3条で他の曹長よりも内記打を1条多くして区別した。
1875年（明治8年）に発行された官職一覧によると、曹長は省中の庶務に従事せず大中少尉の命を受け軍曹以下の勤務行状を監督する。このため軍中一切の諸則を緊守し専ら該隊の庶務を管掌する。もし中隊の中に不規則の條件があればその処置の相当を大中少尉に上申する。そしてまた隊中一切の会計と記録とを掌るとされた。
1875年（明治8年）12月17日に定めた陸軍給与概則では、曹長の俸給は科目として砲・工、騎・輜、歩、等級として一等・二等があり、これらの組み合わせで俸給額が決まる。職務増俸については曹長は下副官・給養掛を務める場合に増俸がある。
1877年（明治10年）2月2日から陸軍各隊の下副官に在職中の曹長は准士官を以って処遇することになる  。1877年（明治10年）2月26日に陸軍武官服制を追加並びに改正し、諸兵下副官の服制は上等監護と同様の准士官のものに改められた。
1877年（明治10年）1月に官等を17等に増加しているが、1879年（明治12年）10月10日達陸軍武官官等表では曹長は引き続き十一等としており、このとき官名に憲兵・歩兵・騎兵・砲兵・工兵・輜重兵など各兵科の名称を冠することにした。
1882年（明治15年）2月8日に開拓使を廃止したことから、屯田兵の準陸軍曹長を陸軍省に管轄させた 。
1883年（明治16年）5月4日太政官第21号達で陸軍武官官等表を改正し、憲兵・歩兵・騎兵・砲兵・工兵・輜重兵の各兵科曹長の官名から陸軍の2字を除いた 
1885年（明治18年）5月5日太政官第17号達により陸軍武官官等表を改正して輜重兵曹長の次に屯田兵曹長を置いた。従前の准陸軍曹長は屯田兵曹長の官名に換えた 。
1886年（明治19年）3月9日勅令第4号で陸軍武官官等表を改正して再び官名に陸軍の2字を冠することとし、憲兵・歩兵・騎兵・砲兵・工兵・輜重兵・屯田兵の各兵曹長の官名をそれぞれ陸軍各兵曹長に改めた。
1886年（明治19年）4月29日に判任官官等俸給令（明治19年勅令第36号）を定めて判任官を10等に分け、陸軍准士官・下士の官等は判任一等より四等までとしたことから陸軍各兵曹長並び相当官は判任二等となる 。
1887年（明治20年）に陸軍戸山学校条例を定めて教官補を置き曹長（准士官）とした。
1890年（明治23年）3月22日に判任官官等俸給令を改正・追加して判任官を6等に分けるが、陸軍准士官・下士の官等は判任一等より四等までとしたことに変更はない。
1890年（明治23年）6月27日に陸軍武官官等表を改正し、砲兵火工長は他の諸工長とその性質をことにし一般戦列下士と同様のものであるためこの際に工長の名称をやめ本科の下士に加えて、火工曹長に改めた。
1891年（明治24年）3月20日勅令第28号により陸軍武官官等表を改正し、屯田兵の兵科を廃止して屯田歩兵・騎兵・砲兵・工兵はその兵科を区別できる官名を加えた。
1891年（明治24年）12月28日に定めた文武判任官等級表（明治24年勅令第249号）では等級を5等に分け、そのうちの一等の欄に下副官と教官補を掲載し、二等の欄に陸軍各兵曹長・陸軍火工曹長を掲載した。
1894年（明治27年）4月12日に文武判任官等級表を改正し、一等の欄に陸軍各兵曹長（下副官・教官補）を掲載し、二等の欄に陸軍各兵曹長並び相当官・陸軍火工曹長・陸軍屯田火工曹長を掲載した。
1894年（明治27年）7月16日に陸軍各兵曹長であって監視区長である者は監視区長在職中はその身分を准士官とした 。
また、准士官に陸軍各兵特務曹長を加えた 。従前は陸軍各兵曹長の職務として歩兵連隊編制では大隊本部・騎兵大隊編制では大隊本部・砲兵連隊編制では連隊本部・工兵大隊編制では大隊本部に下副官を各1人と中隊附を各1人、輜重兵大隊編制では大隊本部に下副官を1人と中隊附を各2人、対馬警備隊編制では司令部に下副官を1人と歩兵隊及び砲兵隊に隊附を各1人、屯田歩兵大隊編制では大隊本部に下副官を1人と中隊附を各1人、屯田騎兵隊編制・屯田砲兵隊編制・屯田工兵隊編成では隊附を各1人、憲兵隊編制では本部に下副官を各1人を置いて来たが、このとき部隊編制を変更して憲兵隊本部を除いて下副官を廃止し歩兵連隊編制・騎兵大隊編制・砲兵連隊編制・工兵大隊編制では中隊附の特務曹長を各1人と曹長を各1人、輜重兵大隊編制では大隊本部に曹長を1人と中隊附の特務曹長を各1人と曹長を各1人、対馬警備隊編制では歩兵隊及び砲兵隊の隊附の特務曹長を各1人と曹長を各1人、屯田歩兵大隊編制では中隊附の特務曹長を各1人と曹長を各1人、屯田騎兵隊編制・屯田砲兵隊編制・屯田工兵隊編制では隊附の特務曹長を各1人と曹長を各1人置くことにした。
1895年（明治28年）に陸軍で憲兵隊の編制を改めて、引き続き憲兵隊本部に下副官（准士官）を置くほか、憲兵分隊の編制上の職務として上等伍長（准士官）と伍長を置いて憲兵曹長を以ってこれらに充て、ただし上等伍長を置かないことが出来るとした。在職中の准士官である憲兵上等伍長の給与・服制は憲兵下副官と同じとした 。
1896年（明治29年）5月9日勅令第190号により陸軍武官官等表の中を改正し、准士官の欄内、陸軍屯田歩兵・陸軍屯田騎兵・陸軍屯田砲兵・陸軍屯田工兵の特務曹長を削る。
1898年（明治31年）には国内の治安が安定しかつ地方警察が発達したことから憲兵の平時定員を削減するとともに編制を改めて、憲兵隊本部の下副官及び憲兵分隊の上等伍長を廃止し、第一乃至第十二憲兵隊の分隊に於いては伍長は憲兵曹長・一等軍曹を以ってこれに充て、第十三乃至第十五憲兵隊の分隊に於いては伍長は憲兵下士を以ってこれに充て、附則により従前の上等伍長である者であって改正勅令施行の際に伍長を命ぜられた者の身分取り扱い及び給与は服役期限満了まで従前の規定によるとした。
1899年（明治32年）12月1日施行した勅令第411号により陸軍武官官等表の中の各兵科下士の欄を改正し、陸軍火工曹長及び陸軍屯田火工曹長を削る。
明治32年勅令第412号により文武判任官等級表を改正し、一等の欄に陸軍各兵特務曹長並び相当官を加えて陸軍各兵曹長（下副官・教官補）を削除し、二等の欄の陸軍火工曹長及び陸軍屯田火工曹長を削る。
1902年（明治35年）10月13日勅令第222号により陸軍武官官等表を改正し、各兵科准士官の欄の陸軍歩兵特務曹長の区画の前に陸軍憲兵特務曹長を加えた。
1904年（明治37年）12月13日勅令第236号により陸軍武官官等表を改正し、各兵科下士の欄の中から陸軍屯田歩兵・騎兵・砲兵・工兵曹長以下を削る。
1910年（明治43年）6月17日に定めた文武判任官等級令（明治43年勅令第267号）では等級を4等に分け、別表の一等の欄に陸軍各兵特務曹長及び相当官、二等の欄に陸軍各兵曹長及び相当官を掲載した。
1925年（大正14年）5月1日に大正14年勅令第160号を施行して陸軍武官官等表を改正し、航空兵を独立した兵科として、陸軍工兵特務曹長・陸軍工兵曹長の項の次に陸軍航空兵特務曹長・陸軍航空兵曹長を加えた。
1937年（昭和12年）2月12日に砲工兵諸工長及び各部下士官の官名を各兵科のものに一致させるように改正し、陸軍砲兵一等火（鞍・銃・鍛）工長は陸軍火（鞍・銃・鍛）工曹長に、陸軍工兵一等木（機・電）工長は陸軍木（機・電）工曹長にそれぞれ改めて、これらを従前の陸軍各兵曹長と併せて陸軍各兵科曹長と称し、経理部の陸軍一等計手は陸軍主計曹長に、陸軍一等縫（靴）工長は陸軍縫（装）工曹長にそれぞれ改め、衛生部の陸軍一等看護長は陸軍衛生曹長に、陸軍一等磨工長は陸軍療工曹長にそれぞれ改め、獣医部の陸軍一等蹄鉄工長は陸軍獣医務曹長に改め、軍楽部の陸軍一等楽手は陸軍軍楽曹長に改め、これらを陸軍各部曹長と称した、また准士官を一律に准尉と改め陸軍各兵特務曹長を廃止した 。
1940年（昭和15年）9月15日に昭和15年勅令第580号を施行して陸軍武官官等表を改正し、兵科の区分を廃止して新たに技術部を設け、各兵科のうち憲兵科を除く陸軍歩（騎・砲・工・航空・輜重）兵曹長は陸軍曹長に改めて陸軍曹長と陸軍憲兵曹長は兵科に属し、砲兵科の陸軍火（鞍・銃・鍛）工曹長及び工兵科の陸軍木（機・電）工曹長は陸軍兵技曹長に改め技術部に属した。
陸軍廃止時には
- 陸軍曹長（兵科）[110]
- 陸軍憲兵曹長（兵科）[110]
- 陸軍技術曹長（技術部）[111]
- 陸軍主計曹長（経理部）[110] [112]
- 陸軍経技曹長（経理部）[112]
- 陸軍建技曹長（経理部）[112]
- 陸軍衛生曹長（衛生部）[110] [112]
- 陸軍療工曹長（衛生部）[110] [112]
- 陸軍獣医務曹長（獣医部）[110] [112]
- 陸軍法務曹長（法務部）[113] [114]
- 陸軍軍楽曹長（軍楽部）[110] [112]

が存在した     。

## 旧日本海軍
旧日本海軍では一等兵曹（1942年からは上等兵曹）の官階が陸軍曹長の官等に相当した。

### 明治初期
海軍はイギリス式を斟酌して編制する方針を1870年10月26日（明治3年10月2日）に示しており、明治5年に海軍省は下等士官以下の官名を英国海軍官名録に倣い改正することを布告したことから、英国海軍官名録の中から適切な職名を採用して改めることにしたが、それまで曹長・権曹長・軍曹・伍長の職名が使われることがあった  。
1871年2月11日（明治3年12月22日）に海軍服制を制定して軍服や階級章を定めたときに下等士官以下は帽で曹長・権曹長・軍曹・伍長・卒を区別しており、曹長の帽は黄線3条、権曹長の帽は黄線2条、曹長以下軍曹までは肘上章により水夫長、按針手、砲手、機関手、縫帆手、木工、鍜治を区別した。
1872年2月5日（明治4年12月27日）、これまで下等士官以下が拝命のときはその艦において艦長が申し渡してきたけれども、権曹長以上は下等士官であっても兵部省本省において申し渡すことにした。
1872年2月20日（明治5年1月12日）に兵部省が定めた外国海軍武官に対応する国内の海軍武官の呼称ではウオルラント・ヲフヰサル（Warrant Officer）を曹長に、チーフ・ペッチー・ヲフヰサル（Chief Petty Officer）を権曹長に対応させている。
明治5年には兵部省や海軍省によって乗艦の海軍曹長や海軍権曹長を任官する例が見られる。
1872年5月21日（明治5年4月15日）から降級・昇級等については少尉以下軍曹までは海軍省において伝達することにする。
1872年9月27日（明治5年8月25日）の軍艦乗組官等表では艦内教授役介・肝煎・筆生・掌砲長・水夫長・木工長・機関士副を二等中士に分類して曹長相当とし、肝煎介・二等筆生・掌砲次長・水夫次長・指揮官端舟長・甲板長・按針長・信号長・帆縫長・造綱長・木工次長・火夫長・鍛冶長・厨宰を一等下士に分類して権曹長相当とした。
1872年10月30日（明治5年9月28日）に海軍中等士官曹長以下の禄制を定めたときに、一等中士以下を乗艦の官員に充て、曹長以下を海兵官員に充てることとした。

### 海兵隊
海兵隊は1871年（明治4年8月）から募集編隊を始めており、兵部省官等表に十一等は曹長、十二等は権曹長として掲載した。
明治5年には兵部省や海軍省によって海兵の海軍曹長や海軍権曹長を任官する例が見られる
1872年5月21日（明治5年4月15日）から降級・昇級等については少尉以下軍曹までは海軍省において伝達することにする。
1873年（明治6年）5月8日に陸軍と揃えるために海軍武官官等表を改正し権曹長を廃止した。この際に海軍省が定めた曹長以下の外国名との比較によると曹長をサーヂェント・メチヨルに対応させている。
1875年（明治8年）11月12日に布告した海軍武官及文官服制（明治6年11月改定）の海兵隊服制・下によると、礼服・常服は紺色大羅紗で製し、略服は「セルジ」で製す。曹長或いは楽隊長より兵卒・楽手・鼓手・喇叭手に至るまでその製式は同じで、ただ袖章・服色が異なる。常帽の帽前章は桜花及び大砲、或いは小銃、喇叭を附して砲・歩・楽兵を区別する。夏服は「ドリル」で製して、帽は白切りで蓋う。襷は曹長或いは同等より軍曹並びに楽長・鼓長に至るまで赤色を用いた。鈕釦は砲・歩・楽兵をそれぞれ区別し、下士は鍍金を用いた。砲兵曹長・歩兵曹長の上衣の両腕に桜花径1寸8 分があるが、ただし砲兵・歩兵とも給養課・陣営課の曹長或いは楽隊長は両腕の桜花がない。上衣の両腕にある山形線の数は砲兵曹長・歩兵曹長・楽隊長とも4本で、礼服は金線2分、間1分5厘、常服・略服は黄線各2分、夏服は線各2分である。
1875年（明治8年）に発行された官職一覧によると、曹長はときにまたあるいは本省の庶務に従事するのであたかも陸軍におけるものと似ていないところがある。しかし、その軍にあるときはおおむね陸軍と同じで、軍中の諸則を緊守し、専ら隊中各般の事務を管理し、諸員の勤惰行状を監督し、また隊中の会計及び諸記録等、総てこれらに属する一切の事を掌るとされた。
1876年（明治9年）8月に海兵を解隊した。
その後、配置転換が完了したことから、1878年（明治11年）2月19日に海軍文武官官等表から海兵部の部目を削除して海兵隊の曹長は完全に廃止された。

## 自衛隊
自衛隊において、曹長（陸曹長、海曹長、空曹長）は曹の最上級の階級である。准尉（准陸尉、准海尉、准空尉）の下で、1曹（一等陸曹・一等海曹・一等空曹）の上に位置する。
自衛隊では、長らく1曹を下士官相当階級の最上級として旧陸軍の曹長や旧海軍の上等兵曹に相当する階級としてきたが、人事運用の改善のため准尉を置いたのに続き、定年を54歳に延長したこともあって、1980年（昭和55年）11月29日に曹長の階級が新設された。このような経緯であるため、自衛隊の曹長は旧軍の曹長や上等兵曹のひとつ上位にある階級にあたり、諸外国軍隊における上級曹長や上級上等兵曹に相当する。2010年（平成22年）には「上級曹長階級の新設とともに准尉階級を廃止する」案があったが白紙撤回された。
一般隊員が曹長に任じられるのは1曹からの昇任によるが、防衛大学校や一般大学を卒業して幹部候補生を命ぜられた者はこの階級から始まる。
| 区分                      | 陸上自衛隊                   | 海上自衛隊                        | 航空自衛隊                             |
| ------------------------- | ---------------------------- | --------------------------------- | -------------------------------------- |
| 英訳                      | 陸曹長：Sergeant Major (SGM) | 海曹長：Chief Petty Officer (CPO) | 空曹長：Senior Master Sergeant (SMSgt) |
| 甲階級章 （海自の右は丙） |                              |                                   |                                        |
| 乙階級章                  |                              |                                   |                                        |

## 消防曹長
消防曹長とは、1913年（大正2年）の内務省令によると警視庁消防手などの職名で消防曹長たる消防手の月俸の上限は他の消防手の月俸よりも高くすることができた。消防曹長を含めて警視庁消防手は判任官の待遇とし、判任官である消防士の指揮監督を受けた。
1918年（大正7年）4月1日より大阪府消防手も判任官の待遇とし消防曹長の職名を設けた。
1935年（昭和10年）に消防手のうち判任待遇の者について服制を定め、消防曹長は袖章・領章などで他の判任待遇消防手と区別した。
太平洋戦争（大東亜戦争）終戦直後における消防吏員の階級のひとつ。消防士補の下、消防手の上。5階級中第4位。